# Tomaní
Els caps d'ase, cabeçuda, tomaní, tomanyí o timosa en rossellonès (Lavandula stoechas) és una planta de la família de les lamiàcies. El nom de stoechas ve de les illes Stoechades. Aquestes illes estan disposades de la mateixa forma que ho fan les flors de la planta (en línia). Stoichas significa 'alineades'. Pot confondre's amb l'espígol i el barballó, que són espècies comunes del mateix gènere, però tenen la inflorescència més laxa i sense les bràctees acolorides al capdamunt.

## Ecologia
És comú a tota l'àrea mediterrània. Abunda a l'est i al sud peninsular i a les illes Balears en terres àcides, seques i assolellades.

## Morfologia
Aquesta planta fa entre 40 i 70 centímetres, encara que a vegades pot arribar a fer 1 metre d'alçada.

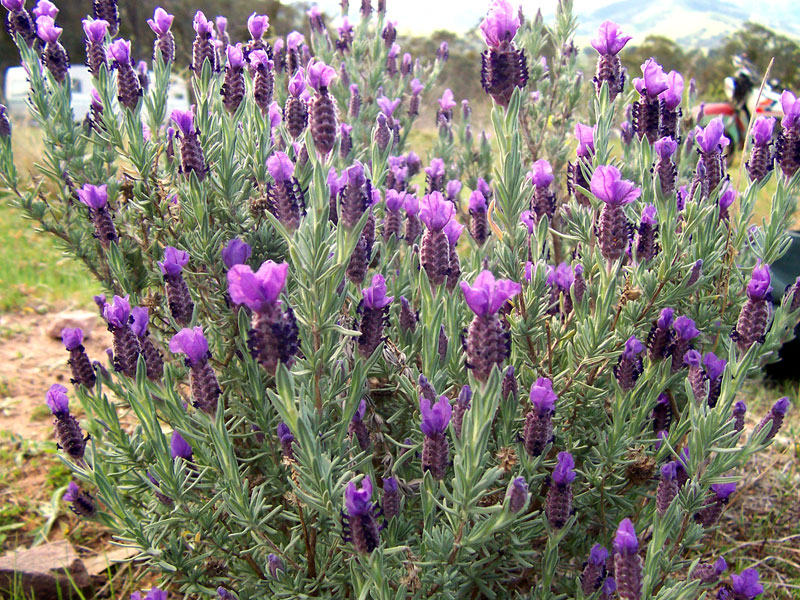
Cap d'ase florit

La tija és de forma quadrada i amb cordons de colènquima al voltant. Les fulles d'aquesta planta no tenen pecíol i duren tot l'any. Són fulles lanceolades i estretes i fan de 2 a 4 cm. Són simples, de textura carnosa, oposades i decussades (cada parell de fulles és en angle recte amb el següent).

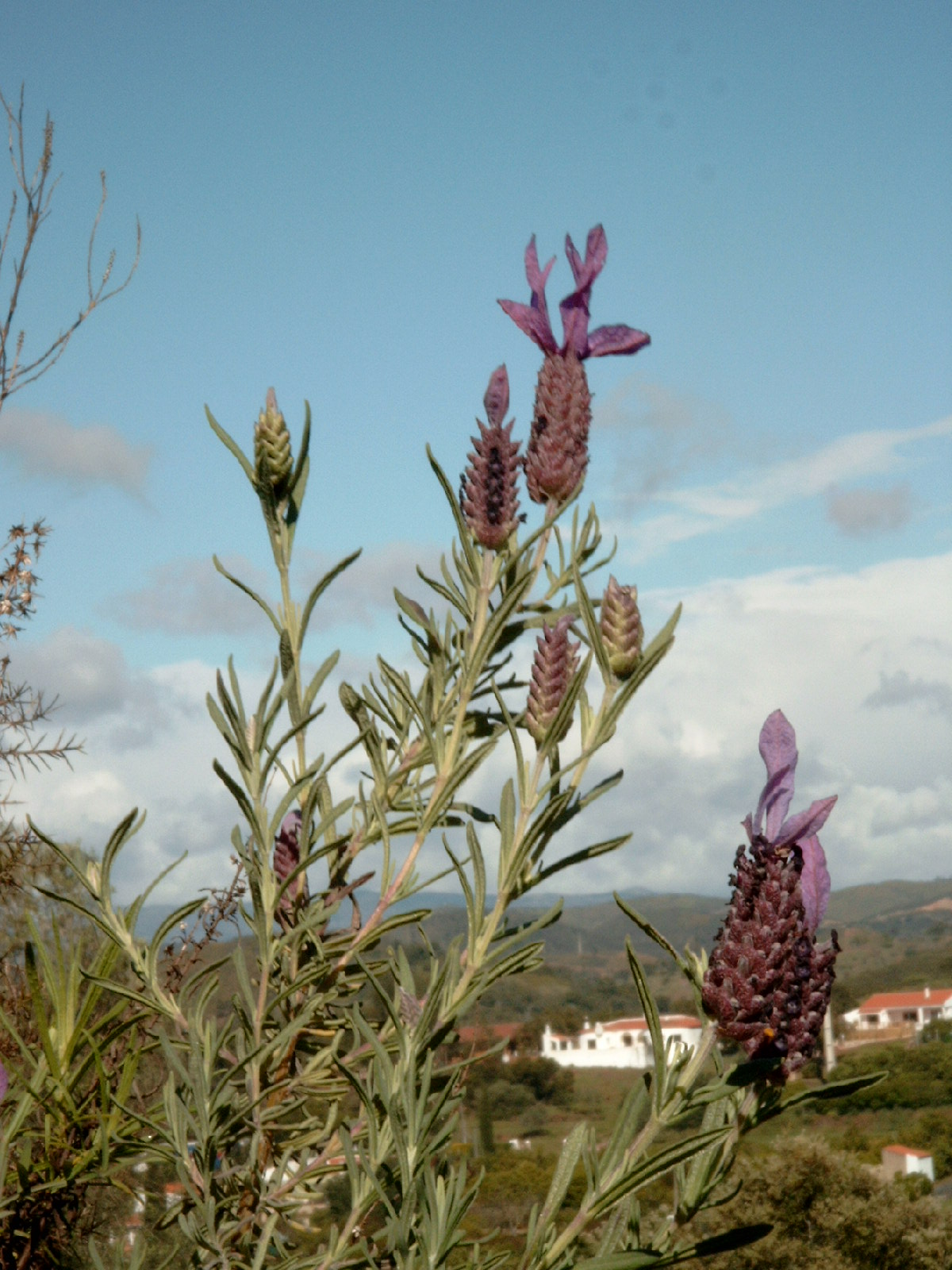
Lavandula stoechas: disposició de les fulles

La inflorescència, erecta i densa, és coronada per un grup apical de bràctees estèrils. La corol·la és de color violat. El calze és gamosèpal, la corol·la gamopètala i bilabiada. És de color violat. L'androceu és format per 4 estams, dos de llargs i dos de curts (didínams) que estan soldats a la corol·la. L'ovari és súper i bicarpel·lar, però està dividit en 4 lòbuls per la presència d'uns falsos envans. L'estil neix a la base, i creix entre els lòbuls de l'ovari (ginobàsic) i conté dos lòbuls estigmàtics. A vegades pot ser que un d'aquests lòbuls estigui reduït o, fins i tot, suprimit.

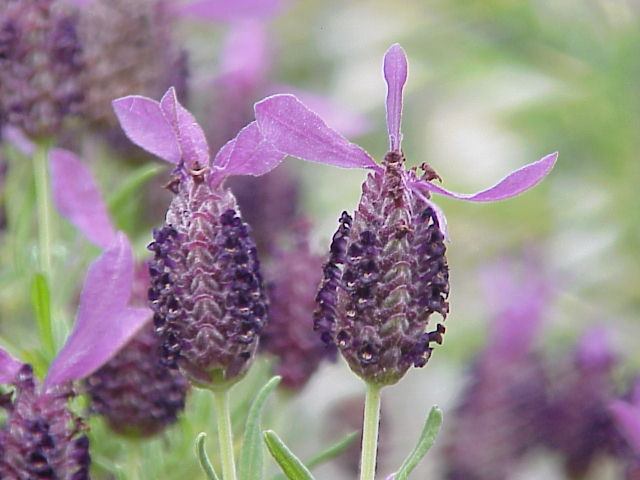
Lavandula stoechas

Fórmula floral: ↓K(5) [C(5) A4] G(2)

## Farmacologia
S'utilitzen les flors per a preparar infusions i olis essencials que contenen cetones (d-alcanfor i d-fenchone) i alcohols (borneol i terpineol).
Es fa servir com a antisèptic, digestiu, antiespasmòdic, cicatritzant i antibacterià.
La seva aroma es fa servir per a l'aromateràpia, i el seu oli essencial per a perfumar l'aigua del bany i suavitzar la pell. No se n'ha descrit la toxicologia.